# Place de la République (Straßburg)

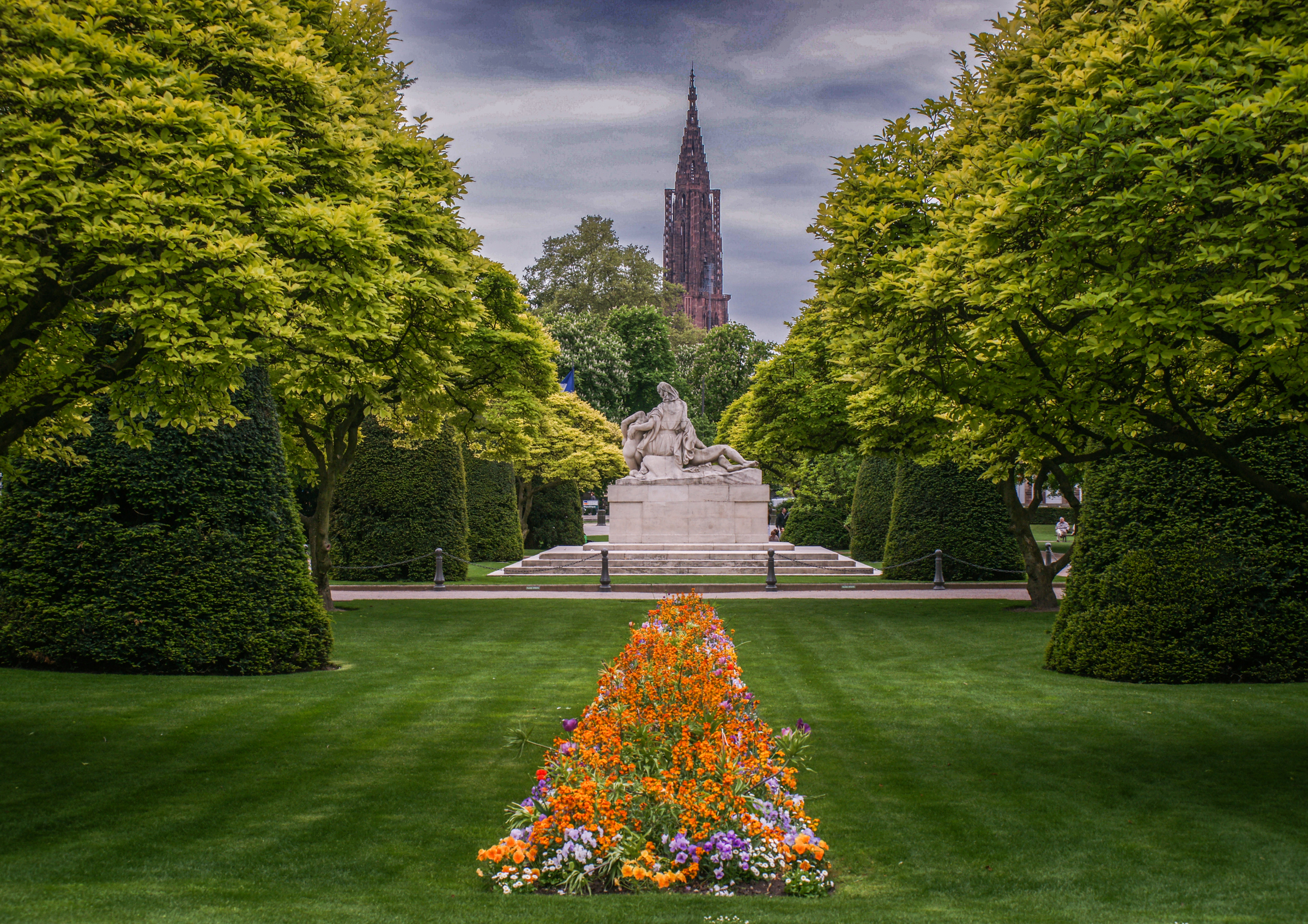
Place de la République mit Kriegerdenkmal, im Hintergrund das Straßburger Münster

Die Place de la République (wörtlich „Platz der Republik“, deutsch Kaiserplatz) ist einer der zentralen Plätze der Stadt Straßburg im Elsass im Osten Frankreichs. Der Ende des 19. Jahrhunderts angelegte Platz verbindet die historische Altstadt mit der kaiserzeitlichen Neustadt und wird von einigen der bemerkenswerten Bauten dieser Zeit gesäumt. Heute ist er darüber hinaus einer der Verkehrsknotenpunkte der Straßenbahn Straßburg und dient als Bindeglied zwischen der Stadt und ihren nördlichen Vororten.

## Geschichte
Der Platz entstand zwischen 1883 und 1887 als Teil der Umgestaltung der Stadt Straßburg: Diese gehörte seit 1871 zum Deutschen Kaiserreich und wurde Hauptstadt des neuen Reichslandes Elsaß-Lothringen, was sich architektonisch auch durch die Anlage eines neuen monumentalen Stadtviertels zeigen sollte, der Neustadt, in der Verwaltungseinrichtungen, Wohnungen für Beamte und Bürgertum sowie die Universität Platz fanden. Der monumentale Kaiserplatz war Ausgangspunkt dieses Viertels und wurde nach dem Deutschen Kaiser Wilhelm I. benannt. Verantwortlicher Architekt war der Straßburger Stadtbaurat Johann Carl Ott († 1917). 
In der Mitte des Platzes stand das am 11. Mai 1911 eingeweihte monumentale Kaiser-Wilhelm-Denkmal mit dem Reiterstandbild Wilhelms I. vom Berliner Bildhauer Ludwig Manzel, das 1919, als Elsass-Lothringen nach dem Ersten Weltkrieg wieder französisch wurde, abgetragen wurde. Seit 1936 steht an dieser Stelle das Straßburger Kriegerdenkmal, das die "Mutter Elsass" mit ihren beiden gefallenen Söhnen zeigt (der eine für Frankreich, der andere für Deutschland). Die Mitte des Platzes bildet ein kreisförmiger Garten mit mehreren jahrhundertealten Bäumen, darunter vier Ginkgos, die dem deutschen Kaiser Wilhelm I. vom japanischen Kaiser Meiji um 1880 geschenkt wurden.
1919 bekam der Platz den neuen Namen Place de la République. Während der Besatzung im Zweiten Weltkrieg hieß er kurzfristig „Bismarckplatz“, seit 1945 trägt er wieder den Namen Place de la République.

## Bebauung
Von der Vorderseite des Platzes aus betrachtet befinden sich hier folgende Gebäude: 
- Der ehemalige Kaiserpalast (Architekt: Hermann Eggert), heute als Palais du Rhin Sitz der internationalen Rheinschifffahrtskommission
- Die beiden Gebäude des ehemaligen Ministeriums für Elsass-Lothringen, heute Sitz der regionalen Verwaltung der öffentlichen Finanzen (Direction régionale des Finances publiques Grand Est et département du Bas-Rhin) sowie der Präfektur des Départements Bas-Rhin (Préfecture administrative de la région Grand Est et du Bas-Rhin, östlicher Bau); Architekt: Ludwig Levy
- Die Universitäts- und Nationalbibliothek (Bibliothèque nationale et universitaire de Strasbourg) (Architekten: August Hartel und Skjøld Neckelmann).
- Das Gebäude des ehemaligen Landtags von Elsass-Lothringen, heute Théâtre National du Rhin (Architekten: Hartel und Neckelmann)